# Rue de la Tabletterie
La rue de la Tabletterie est une ancienne rue de Paris. Elle disparait dans les années 1850 lors du percement de la rue des Halles dans le cadre de la réorganisation des abords des Halles. Elle était située dans l'ancien 4e arrondissement.

## Situation
Cette rue commençait aux 47-49, rue Saint-Denis et finissait aux 30-41, rue des Lavandières-Sainte-Opportune. Elle était située dans l'ancien 4e arrondissement dans le quartier des Marchés.
Les numéros de la rue étaient noirs. Le dernier numéro impair était le no 17 et le dernier numéro pair était le no 12.

## Origine du nom
Ce nom vient des tablettiers qui s'étaient établis dans cette rue.

## Historique
Son plus ancien nom, ou plutôt le nom particulier de l'endroit où se situait cette rue est « la Hanterie ». En 1218, suivant une transaction, ainsi que dans plusieurs actes du XIIIe siècle, cet endroit se nomme « rue de la Hanteria ».
Cette voie est citée dans Le Dit des rues de Paris, de Guillot de Paris, sous la forme « rue de la Tableterie ».
Elle est ensuite désignée sous le nom de « rue de la Tabletterie », mais on lui donne parfois le nom de « rue Sainte-Opportune », nom qui était porté par plusieurs rues du quartier.
À partir de 1495, on la retrouve sous les noms de « rue de la Tabletterie », « rue de la Cordouannerie », ou de nouveau sous le nom de « rue Sainte-Opportune ». Henri Sauval indique qu'elle a également porté le nom de « rue de la Vieille-Cordonnerie ».
Elle est citée sous le nom de « rue de la Tableterie » dans un manuscrit de 1636.
Un décret du 21 juin 1854 qui réorganise les abords des Halles prévoit le percement de la rue des Halles. Dans le cadre de cette vaste opération d'urbanisme, la rue est absorbée par la rue des Halles,.